# Haemaphysalis sinensis
Haemaphysalis sinensis är en fästingart som beskrevs av Zhang 1981. Haemaphysalis sinensis ingår i släktet Haemaphysalis och familjen hårda fästingar. Inga underarter finns listade i Catalogue of Life.